# 伊涅利卡火山
伊涅利卡火山是印度尼西亞的火山，位於弗洛勒斯島，由東努沙登加拉省負責管轄，海拔高度1,559米，山頂有10個火山口，有些火山口成為火山湖，1905年發生的火山爆發是該火山在二十世紀唯一的爆發，最近一次爆發在2001年。